# Emmanuel Boateng (football, 1994)
Pour les articles homonymes, voir Emmanuel Boateng et Boateng.
Emmanuel Boateng, né le 17 janvier 1994 à Accra, est un footballeur ghanéen jouant au poste de milieu offensif au San Diego FC en MLS.

## Biographie
Durant l'été 2013, alors qu'Emmanuel Boateng est toujours étudiant à l'Université de Californie à Santa Barbara, il joue en USL Premier Development League avec le Ventura County Fusion. Il est invité pour un essai en Suède avec l'Helsingborgs IF et convainc ce club de lui offrir un contrat de trois ans et demi.

### San Diego FC
Le 6 janvier 2025, il rejoint le San Diego FC, franchise nouvellement créée,.